# ハリブトシリアゲアリ
ハリブトシリアゲアリ（針太尻挙蟻、学名：Crematogaster matsumurai）は、ハチ目（膜翅目）・アリ科・フタフシアリ亜科・シリアゲアリ属に分類されるアリの一種。

## 形態
体長2-3.5mmの小型のアリで、黄褐色から黒褐色だが頭部背面と腹部背面後半部がしばしば暗色がかる。他のシリアゲアリ属とも共通することであるが、後腹柄節が腹部の背方と接続するのでサソリの尾のように腹部を背方に持ち上げることができる。他のフタフシアリ亜科同様に腹部の先端には毒針が発達する。
近縁種のテラニシシリアゲアリとよく似ているが、頭部と中体節の色彩はやや淡く、また前伸腹節刺が細長い針状に突出せず、太く短い。また、テラニシシリアゲアリでは後腹柄節の背面が中央で縦にへこむが、ハリブトシリアゲアリではへこまない。

## 生態

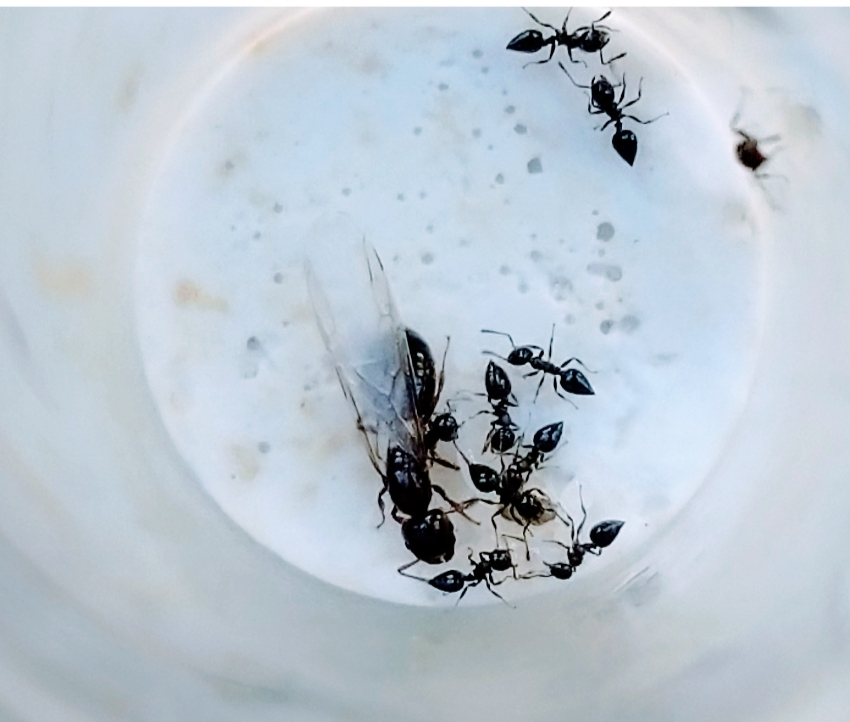
飼育下の初期コロニー

樹上営巣性で、地中にではなく樹幹の多層になった樹皮の層間の間隙や、枝や幹の枯死腐朽した部分に巣を掘る。アブラムシやカイガラムシの甘露を集めるほか、植物の花外蜜腺などからも蜜液を集め、餌とする。
獲物となる小昆虫や外敵を攻撃する際には腹部を頭上にまで反り返らせて、毒針で刺すほか、長く突出させた毒針の先端から出る毒液を吹きかけることもする。シリアゲアリ属の毒液は刺激臭で敵を退けたり、毒針で注入するだけでなく直接振り掛けることもあるため、しばしば一部の文献では蟻酸と書かれていることもある。しかし、フタフシアリ亜科は毒腺で蟻酸は生成しないため、誤りである。
7月下旬から9月が繁殖期で、この時期に羽アリが飛び立つ。